# Di-isobutylketon
Di-isobutylketon (IUPAC-naam: 2,6-dimethyl-4-heptanon) is een organische verbinding met als brutoformule C9H18O. De stof komt voor als een kleurloze vloeistof met een milde zoete geur, die onoplosbaar is in water.

## Toepassingen
Di-isobutylketon wordt voornamelijk gebruikt als oplosmiddel, onder andere voor nitrocellulose, synthetische harsen, coatings, verven, lijmen, ontsmettingsmiddelen en vetoplossers. Het is een intermediair in de synthese van di-isobutylcarbinol.

## Toxicologie en veiligheid
Di-isobutylketon is ontvlambaar en reageert met oxiderende stoffen. De stof tast sommige vormen van kunststof aan.
Di-isobutylketon is irriterend en corrosief voor ogen, de huid en de luchtwegen. Blootstelling aan hoge concentraties kan het bewustzijn verminderen.